# Distretto di Datia
Il distretto di Datia è un distretto del Madhya Pradesh, in India, di 627 818 abitanti. È situato nella divisione di Gwalior e il suo capoluogo è Datia.